# Koziowa
Koziowa (ukr. Козьова) – wieś na Ukrainie, w rejonie stryjskim (do 2020 roku w rejonie skolskim) obwodu lwowskiego; liczy 960 mieszkańców.

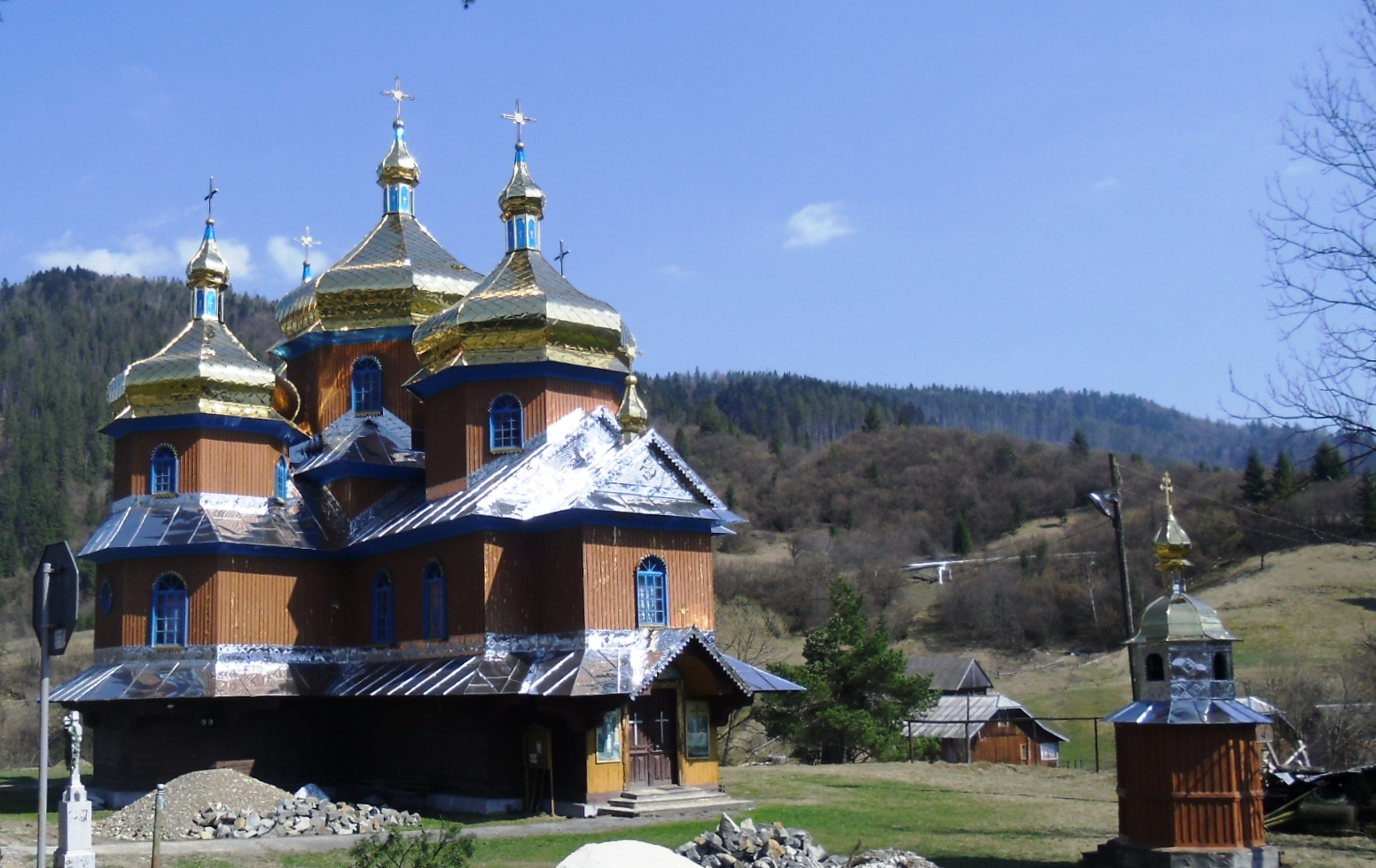
Koziowa. Drewniana cerkiew greckokatolicka św. Mikołaja (1926).

Wieś założona w 1538. Pod koniec XIX w. na obszarze wsi znajdowało się lesiste wzgórze o nazwie Zełene, położone nad doliną rzeki Orawa (ukr. Орява), lewego dopływu Oporu. Za II Rzeczypospolitej do 1934 samodzielna gmina jednostkowa, następnie należała do zbiorowej wiejskiej gminy Koziowa, której była siedzibą. Początkowo w powiecie skolskim, a od 1932 w powiecie stryjskim w woj. stanisławowskiem. 
W latach 1943–1944 nacjonaliści ukraińscy z OUN-UPA zamordowali tutaj 15 Polaków.
Po wojnie wieś weszła w struktury administracyjne Związku Radzieckiego.